# Elektronenüberschuss-Heteroaromat
Ein Elektronenüberschuss-Heteroaromat ist eine heterocyclische aromatische Verbindung mit einem π-Überschuss-Heterocyclus. Pyrrol ist ein typischer Vertreter der π-Überschuss-Heteroaromaten. Das freie Elektronenpaar am Stickstoff-Atom des Pyrrols bildet mit den vier p-Elektronen der Kohlenstoffatome ein Elektronensextett cyclisch delokalisierter Elektronen, also einen Aromaten. Bei den an der Mesomerie beteiligten dipolaren Grenzstrukturen trägt das N-Atom eine positive und jedes C-Atom im Ring eine negative Ladung:
Die π-Elektronendichte an den C-Atomen des Pyrrols ist größer als 1 (die des Benzols). Die dipolaren Resonanzstrukturen des Pyrrol-Moleküls stehen auch im Einklang mit der Beobachtung, dass Pyrrol – anders als Amine, wie z. B. Pyrrolidin – keine Base, sondern eine schwache Säure ist; pKs = 17,5).